# Plagiotylus
Plagiotylus is een geslacht van wantsen uit de familie van de Miridae (Blindwantsen). Het geslacht werd voor het eerst wetenschappelijk beschreven door Scott in 1874.

## Soorten
Het genus bevat de volgende soorten:

- Plagiotylus bolivari (Reuter, 1880)
- Plagiotylus dispar Reuter, 1899
- Plagiotylus maculatus J. Scott, 1874
- Plagiotylus ruffoi Tamanini, 1960
- Plagiotylus sahlbergi Reuter, 1901
- Plagiotylus zorzii Tamanini, 1955